# 佩特斯 (阿肯色州)
佩特斯（英語：Pettus）是位於美國阿肯色州洛諾克縣的一個非建制地區。該地的面積和人口皆未知。

## 地理
佩特斯的座標為34°40′38″N 91°54′45″W / 34.67722°N 91.91250°W，而該地的平均海拔高度為70米（即230英尺）。